# 인문사회 학사

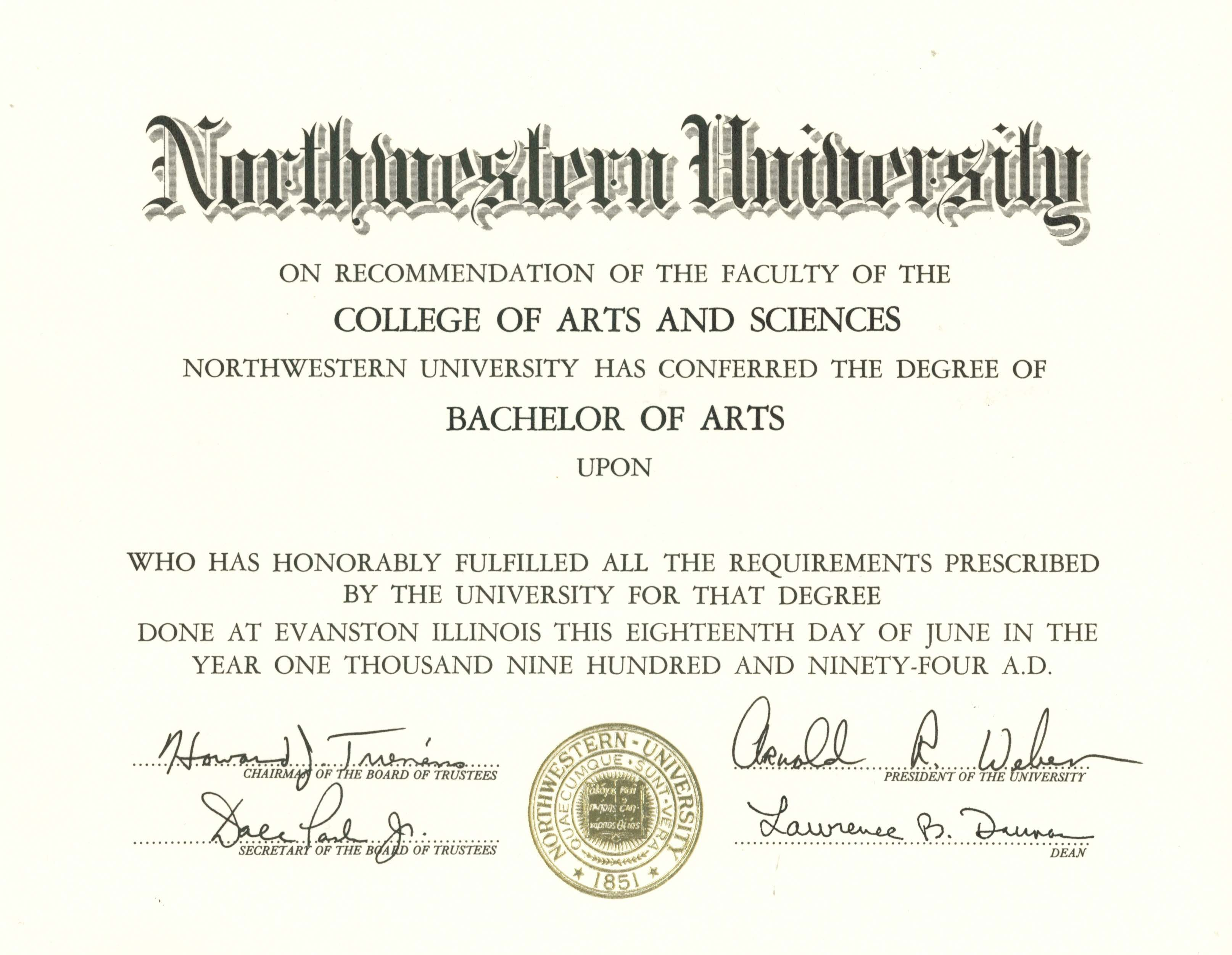
노스웨스턴 대학교의 인문사회 학사

인문사회 학사 또는 인문학 학사(Bachelor of Arts, B.A., BA, A.B. 또는 AB로 약칭, 라틴어 baccalaureus artium, baccalaureus in artibus 또는 artium baccalaureus에서 유래)는 교양 학부 프로그램 또는 경우에 따라 다른 학문 분야에서 수여되는 학사 학위이다. 인문학 학사 학위 과정은 국가와 기관에 따라 일반적으로 3~4년 안에 완료된다.
- 아르헨티나, 브라질, 칠레에서는 학위 취득에 일반적으로 5년 이상이 소요된다.
- 아프가니스탄, 아르메니아, 아제르바이잔, 방글라데시, 브루나이, 불가리아, 캐나다(퀘벡 제외), 중국, 이집트, 핀란드, 조지아, 가나, 그리스, 홍콩, 인도네시아, 인도, 이란, 이라크, 아일랜드, 자메이카, 일본, 카자흐스탄, 케냐, 쿠웨이트, 라트비아, 레바논, 리투아니아, 말레이시아, 멕시코, 몽골, 미얀마, 네팔, 네덜란드, 나이지리아, 파키스탄, 필리핀, 카타르, 러시아, 사우디아라비아, 스코틀랜드, 세르비아, 싱가포르, 남부 아프리카, 한국, 스페인, 스리랑카, 대만, 태국, 터키, 우크라이나, 미국, 잠비아에서 4년 소요된다.[2]
- 알바니아, 알제리, 호주, 오스트리아, 보스니아 헤르체고비나, 카리브해 지역, 덴마크, 프랑스, 독일, 아이슬란드, 이스라엘, 이탈리아, 몬테네그로, 뉴질랜드, 노르웨이, 폴란드, 캐나다 남부 퀘벡 주에서는 일반적으로 학위 취득에 3년이 소요된다. 아프리카(특정 등급), 스위스, 영국(스코틀랜드 제외) 및 대부분의 유럽 연합. 방글라데시, 중국, 인도네시아, 나이지리아, 파키스탄, 러시아에서는 3년제 학사(준학사) 과정도 제공된다. 3년제 학사 학위는 일반적으로 4년제 학사 학위가 표준 전제 조건인 다른 국가의 대학원 프로그램 입학 자격을 갖추지 못한다.[3]

## 같이 보기
- 전문학사
- 경영학 학사
- 인문사회 석사